# 昭和堂
昭和堂（しょうわどう）は、日本の出版社。主に、歴史、哲学、政治、法学などの専門書の他、高校、専門学校、大学の教科書などを刊行する。

## 所在地
- 本社
  - 〒607-8494　京都府京都市山科区日ノ岡堤谷町

## 主な発行物
- 『はじめての工学倫理』 斉藤了文、坂下浩司著
- 『世界住居誌』 布野修司著
- 『アジア陶芸史』  出川哲朗、弓場紀知、中ノ堂一信 編
- 『生物多様性はなぜ大切か?』 日高敏隆著

雑誌
- 『農業と経済』（月刊誌）